# Agriornis andicola
Agriornis andicola é uma espécie de ave da família Tyrannidae.
Pode ser encontrada nos seguintes países: Argentina, Bolívia, Chile, Equador e Peru.
Os seus habitats naturais são: matagal tropical ou subtropical de alta altitude, campos de altitude subtropicais ou tropicais, terras aráveis e pastagens.
Está ameaçada por perda de habitat.